# Castillo de los Cornel (Osera de Ebro)
El castillo de los Cornel era una fortaleza residencial situada en la localidad aragonesa de Osera de Ebro, Zaragoza, España. 

## Descripción
Si bien existen referencias escritas a Osera en el siglo XII, los restos que nos ocupan, parecen corresponder a la construcción realizada por la familia Cornel de Alfajarín, en la segunda mitad del siglo XIV, cuando ostentaban el señorío de la plaza.
Apenas quedan restos del castillo, si bien estos han sido recientemente consolidados para disfrute público. Se encuentran situados en el centro de la localidad y consisten en diversos restos entre los que se encuentra algún arco y diversas muestras de técnicas constructivas de la época como sillares, mampostería, ladrillos, etc.